# Adiantum braunii
Adiantum braunii là một loài thực vật có mạch trong họ Adiantaceae. Loài này được Mett. ex Kuhn miêu tả khoa học đầu tiên năm 1869.